# نیکی رندل
نیکی رندل (به انگلیسی: Nikki Randall) بازیگر پورنوی آمریکایی و عضو تالار مشاهیر ای‌وی‌ان است. وی یک قرارداد بازیگری با ویوید اینترتنمنت بست.